# Élections législatives marocaines de 2021
Les élections législatives marocaines de 2021 ont lieu le 8 septembre 2021 afin de renouveler les 395 sièges de la Chambre des représentants du Maroc. Des élections communales et régionales ont lieu le même jour.
Le scrutin est marqué par la défaite du Parti de la justice et du développement (PJD) au profit du Rassemblement national des indépendants (RNI) et du Parti de l'Istiqlal (PI), respectivement en tête et en troisième place du scrutin. Malgré un recul, le Parti authenticité et modernité (PAM) conserve quant à lui la seconde place. 
Fort de la victoire de son parti, le dirigeant du RNI, Aziz Akhannouch est nommé Chef du gouvernement par le roi Mohammed VI en remplacement de Saâdeddine El Othmani, qui démissionne également de la direction du PJD.
Aziz Akhannouch forme dans les semaines qui suivent un gouvernement de coalition réunissant RNI, PAM et PI, qui entre en fonction le 7 octobre 2021.

## Contexte

### Politique

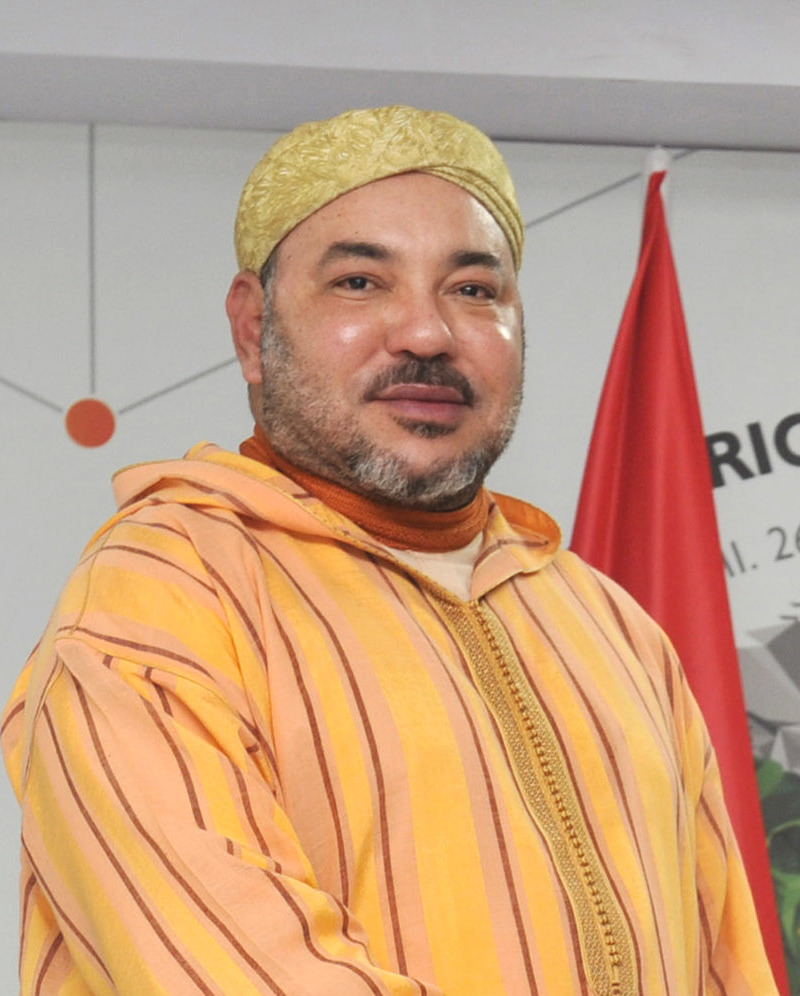
Le roi Mohammed VI.

L'année 2021 marque les 22 ans de règne du roi Mohammed VI, sous lequel sont entreprises d'importantes réformes en termes d'institutions et de droit civils, mais également une profonde désillusion au sein de la population quant aux possibilités d'évolution du pays en matières économiques et sociales, associée à un rejet de la classe politique,,. En réponse au mouvement de contestation qui prend place lors du Printemps arabe en 2011, Mohammed VI annonce une série de réformes constitutionnelles, approuvées par référendum à une écrasante majorité. La séparation des pouvoirs, l'indépendance de la justice et le poids du parlement sont renforcés, de même que les pouvoirs du chef de gouvernement qui peut désormais dissoudre la Chambre des représentants,. Bien que réduits, les pouvoirs du souverain restent cependant très importants, le roi conservant un rôle central dans le jeu politique, au-delà de ceux d'une monarchie constitutionnelle parlementaire. Le régime s'efforce par la suite de réprimer les milieux intellectuels et réformistes associés aux idées exprimées lors de la contestation,.

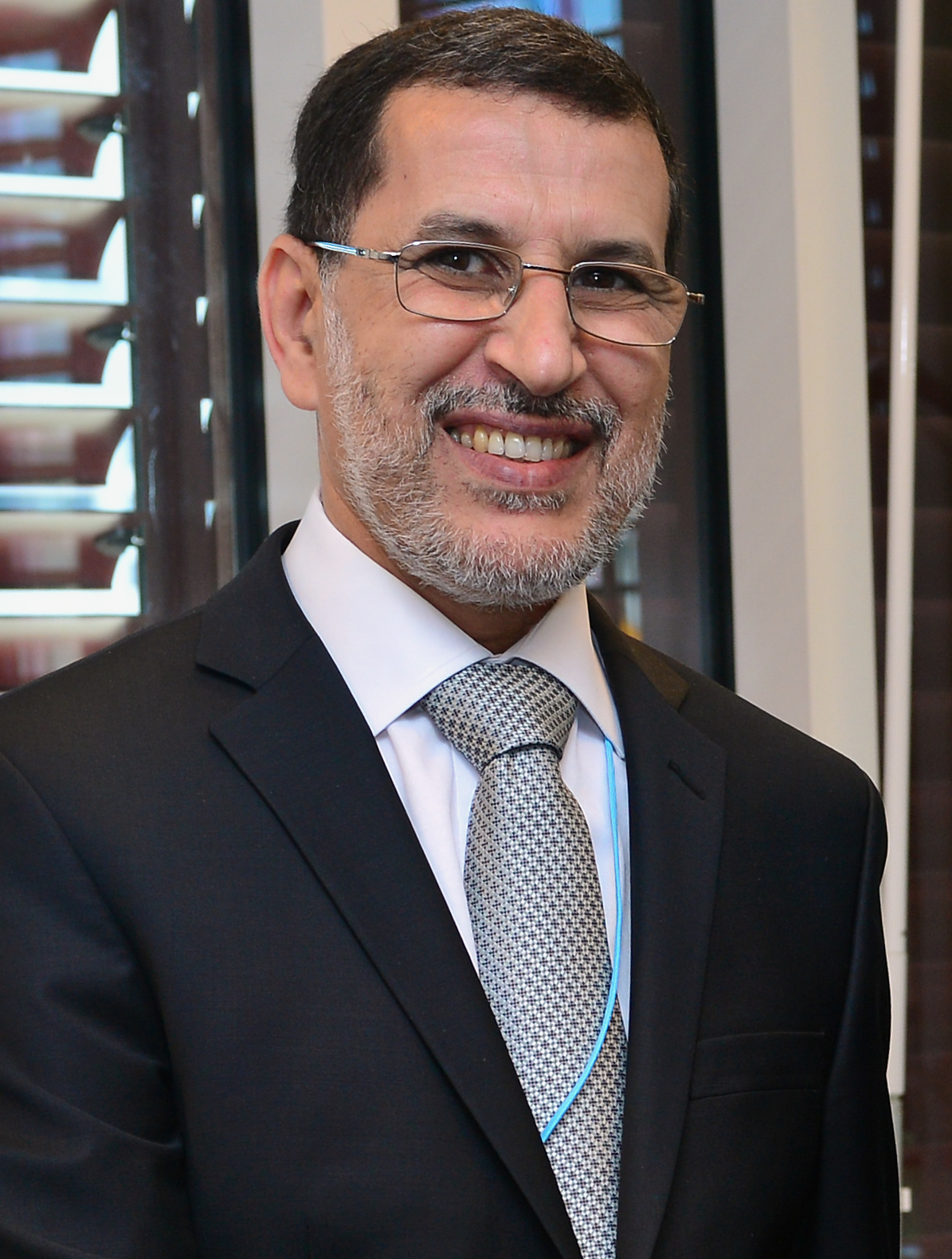
Saâdeddine El Othmani

Les élections législatives d'octobre 2016 voient arriver en tête le Parti de la justice et du développement (PJD) mené par le chef du gouvernement Abdel-Ilah Benkiran. Ce dernier est reconduit à son poste par le roi, mais l'opposition des autres partis envers sa personne conduit à un blocage dans les négociations, qui restent au point mort pendant près de six mois. Son incapacité à former un gouvernement issu de la nouvelle composition de la chambre l'amène à se retirer en faveur de Saâdeddine El Othmani, qui est nommé chef du gouvernement par le roi le 17 mars 2017. Le parti conservateur islamique forme alors une large coalition excluant les libéraux du Parti authenticité et modernité (PAM) et la droite nationaliste du Parti de l'Istiqlal, arrivés respectivement deuxième et troisième du scrutin,. Suscitant la méfiance du pouvoir, le PJD ne parvient cependant pas à obtenir de ministères régaliens, chasse gardée des partis monarchistes tels le Rassemblement national des indépendants (RNI), qui reçoit l'essentiel du soutien financier du palais en vue du scrutin de 2021.
La santé de Mohammed VI se dégrade à partir de 2018, le souverain subissant plusieurs opérations du cœur pour des troubles persistants du rythme cardiaque, avant d'apparaitre fortement amaigri lors de ses discours courant 2021,. Ces problèmes de santé font alors évoquer le sujet — tabou dans le royaume — de sa succession, dans le contexte de l'arrivée à la majorité du prince héritier Hassan en mai 2021. Ce dernier est depuis plusieurs années préparé aux responsabilités de chef de l’État par Mohammed VI, qui le fait régulièrement participer à des événements internationaux,.

### Pandémie de Covid-19
Le scrutin est organisé dans le contexte de la Pandémie de Covid-19, qui affecte durement les flux touristiques dont dépend une partie de l'économie du pays. La pandémie, qui fait un temps envisager le report du processus électoral, conduit à l'organisation de la campagne électorale sous d'importantes restrictions sanitaires, dont l’interdiction des rassemblements de plus de vingt-cinq personnes,. Si l'action du gouvernement marocain est saluée comme l'une des plus efficaces au monde dans les premiers mois de la pandémie, avec la déclaration de l'urgence sanitaire et la mise en place d'un confinement de la population dès le 20 mars 2020, elle est également vivement critiquée comme servant de prétexte à une extension des pouvoirs du gouvernement au détriment du parlement, annulant en grande partie les avancées démocratiques de la décennie précédente.
En avril 2020, le gouvernement soumet ainsi un projet de loi destiné à lutter contre la désinformation sur les réseaux sociaux. Le texte, que le gouvernement tente en vain de dissimuler avant que son contenu ne fuite finalement sur internet, prévoit notamment des amendes et de lourdes peines de prison pour la simple remise en cause de la qualité d'un produit ou l'appel à un boycott. Jugé « liberticide » et perçu comme une tentative de faire passer sous couvert de l'épidémie le Code numérique que le gouvernement avait échoué à faire passer en 2013, le projet est jugé susceptible de servir de représailles à l'encontre des critiques du pouvoir. Vivement critiqué, le ministre de la justice Mohamed Benabdelkader, membre de l'Union socialiste des forces populaires, est désavoué par son dirigeant Driss Lachgar en vue des élections législatives, tandis que le gouvernement finit par suspendre son projet le mois suivant,.

### Rupture avec l'Algérie
Les élections de 2021 se déroulent quelques semaines après la rupture le 24 août des relations diplomatiques entre l'Algérie et le Maroc,. Cette dernière intervient après plusieurs mois d'escalades diplomatiques entre les deux pays, déjà sujets à de forts antagonismes. La décision de l'Algérie de rappeler ses ambassadeurs fait suite à plusieurs incidents diplomatiques dont la critique par l'ambassadeur du Maroc à l'ONU, Omar Hilale, du soutien de l'Algérie au Front Polisario mais pas au Mouvement pour l'autodétermination de la Kabylie, l'établissement le 11 août 2021 de relations diplomatiques entre le Maroc et Israël, ainsi que la question du Conflit au Sahara occidental, remise à l'ordre du jour par la rupture en novembre 2020 par le Front Polisario du cessez-le-feu en vigueur depuis 29 ans,.
L'Algérie annonçant dans la foulée la fin de l'utilisation du gazoduc Maghreb-Europe passant par le Maroc au profit du gazoduc Medgaz, qui le contourne via le fond marin méditerranéen. Le gazoduc Maghreb-Europe constitue alors un maillon important de l'économie marocaine, le gaz algérien représentant 17 % de sa production énergétique tout en contribuant au budget national par les taxes liées à son transit,.

## Mode de scrutin

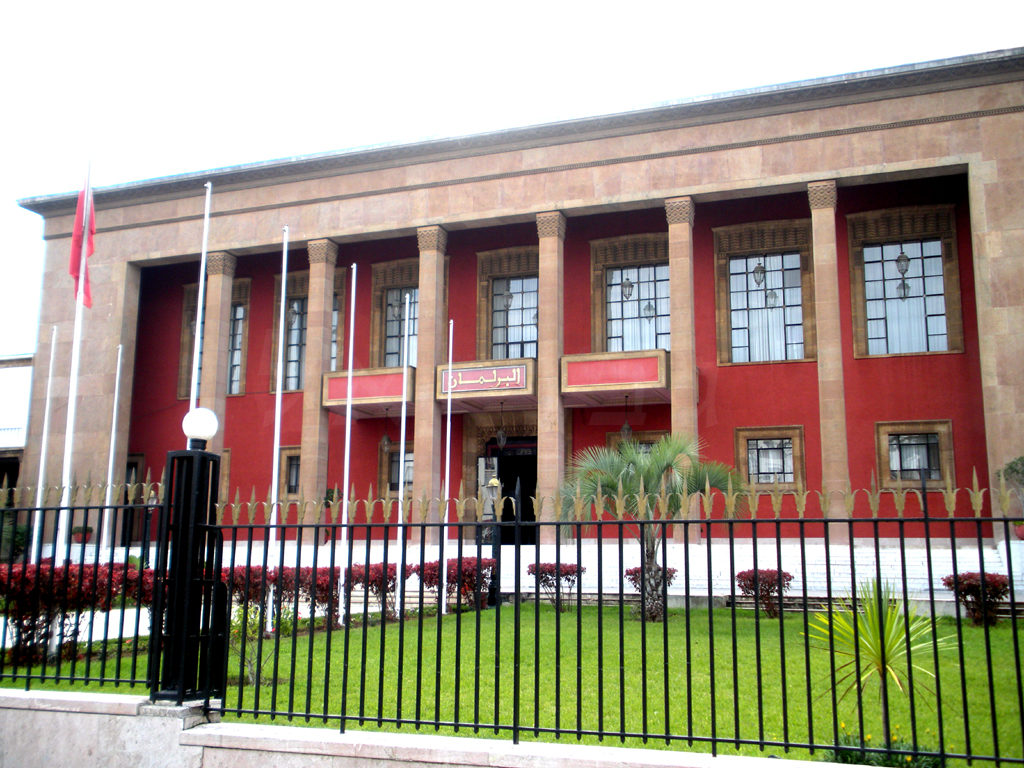
Facade du parlement à Rabat.

La Chambre des représentants est composée de 395 députés élus pour cinq ans au scrutin proportionnel plurinominal. Sur ce total, 305 sièges sont ainsi à pourvoir dans 92 circonscriptions de 2 à 6 sièges en fonction de leur population, auxquels s'ajoutent 90 sièges à pourvoir dans 12 circonscriptions de 3 à 12 sièges correspondants aux régions. Les listes de candidats pour ces 90 sièges régionaux doivent être composées d'au moins un tiers de femmes, dont les premières et deuxième places de liste. Pour l'ensemble des circonscriptions, les listes de candidats sont fermées, sans panachage ni vote préférentiel. Après décompte des voix, la répartition se fait sur la base du seul quotient électoral, calculé à partir du total des inscrits sur les listes électorales, et non de celui des suffrages exprimés, comme c'était le cas avant 2021,,
Si les grandes villes telles que Casablanca, Fès, Rabat et Marrakech sont divisées en plusieurs circonscriptions, les autres villes voient leurs frontières administratives coïncider avec celles électorales.
À la suite d'un changement de la loi électorale mis en œuvre pour la première fois lors de ce scrutin, les 90 sièges ne sont plus pourvus dans une unique circonscription nationale dont 60 d'entre eux réservés aux femmes et 30 autres réservés au moins de quarante ans. La répartition des sièges avait auparavant lieu selon la règle de la plus forte moyenne à toutes les listes ayant franchi le seuil électoral. Ce dernier était de 6 % dans les circonscriptions ordinaires et de 3 % pour la liste nationale,. Ce changement, qui avantage les petits partis au détriment des grosses formations, est attribué à une volonté du pouvoir d'amener à une plus grande fragmentation du parlement afin de fragiliser ce dernier au profit du palais.

## Principales forces politiques
| Partis | Partis                                                                         | Idéologie                                           | Chef de file        | Résultats en 2016           |
| ------ | ------------------------------------------------------------------------------ | --------------------------------------------------- | ------------------- | --------------------------- |
|        | Parti de la justice et du développement حزب العدالة والتنمية (PJD)             | Droite Islamisme, Conservatisme                     | Saad Dine El Otmani | 27,88 % des voix 125 sièges |
|        | Parti authenticité et modernité حزب الأصالة والمعاصرة (PAM)                    | Centre gauche Royalisme, Réformisme                 | Abdellatif Ouahbi   | 20,95 % des voix 102 sièges |
|        | Parti de l'Istiqlal حزب الإستقلال (PI)                                         | Centre droit Nationalisme, conservatisme, royalisme | Nizar Baraka        | 10,68 % des voix 46 sièges  |
|        | Rassemblement national des indépendants التجمع الوطني للاحرار (RNI)            | Centre droit Libéralisme                            | Aziz Akhannouch     | 9,37 % des voix 37 sièges   |
|        | Mouvement populaire الحركة الشعبية (MP)                                        | Droite Berbérisme, Agrarisme                        | Mohand Laenser      | 6,84 % des voix 27 sièges   |
|        | Union socialiste des forces populaires الاتحاد الاشتراكي للقوات الشعبية (USFP) | Gauche Social-démocratie, social-libéralisme        | Driss Lachgar       | 6,19 % des voix 20 sièges   |

## Campagne
Le calendrier électoral est dévoilé le 10 mai 2021. Pour la première fois, les législatives sont organisées en même temps que les élections communales et régionales à la suite d'un amendement de la loi électorale. Le gouvernement met en avant une volonté de lutter contre l'abstention, celle-ci ayant atteint près de 60 % lors des scrutins précédents. Une forte abstention est cependant une nouvelle fois attendue en raison de la perte de confiance envers les institutions, la mise à l'écart du parlement par le pouvoir conduisant à une absence de réels enjeux du scrutin.
La campagne électorale, qui débute le 26 août 2021, est dominée par quatre formations politique.
Le Parti de la justice et du développement (PJD) du Chef du gouvernement Saad Dine El Otmani espère réitérer pour la troisième fois consécutive sa place en tête des suffrages lui ayant permis d'accéder au pouvoir en 2011. Les islamistes modérés espèrent notamment s'imposer de manière suffisamment nette pour décrocher le contrôle des principaux ministères, qui leur font depuis toujours défaut,.
Le PJD est notamment talonné par le Parti authenticité et modernité (PAM), dirigé par Abdellatif Ouahbi et connu pour ses positions royalistes dans un pays où l'attachement en public au souverain est déjà très marqué.
Arrivé troisième en 2016, le parti de l’Istiqlal (PI) dirigé par Nizar Baraka, soumet un programme de développement économique axé sur la réduction des inégalités, mais aussi sur les enjeux environnementaux, notamment en termes de gestion des ressources en eau, de la biodiversité et de la lutte contre la pollution,
Le Rassemblement national des indépendants (RNI) du riche homme d'affaires et ministre de l'agriculture Aziz Akhannouch — également réputé proche du palais —, présente un programme axé sur des investissements d'un montant total de 275 milliards de dirhams, soit plus de 25 milliards d'euros,.

## Résultats
|                           |                                               |                |                |                |                   |                   |                   |       |               |  |
| Parti                     | Parti                                         | Listes locales | Listes locales | Listes locales | Listes régionales | Listes régionales | Listes régionales | Total | +/-           |  |
| Parti                     | Parti                                         | Voix           | %              | Sièges         | Voix              | %                 | Sièges            | Total | +/-           |  |
|                           | Rassemblement national des indépendants (RNI) | 2 099 036      | 27,66          | 86             | 2 088 548         | 27,58             | 16                | 102   | 65            |  |
|                           | Parti authenticité et modernité (PAM)         | 1 400 122      | 18,45          | 75             | 1 385 230         | 18,30             | 12                | 87    | 15            |  |
|                           | Parti de l'Istiqlal (PI)                      | 1 278 420      | 16,85          | 68             | 1 267 866         | 16,74             | 13                | 81    | 35            |  |
|                           | Union socialiste des forces populaires (USFP) | 598 293        | 7,88           | 23             | 590 215           | 7,80              | 11                | 34    | 14            |  |
|                           | Mouvement populaire (MP)                      | 534 292        | 7,04           | 20             | 528 261           | 6,98              | 8                 | 28    | 1             |  |
|                           | Union constitutionnelle (UC)                  | 418 945        | 5,52           | 13             | 423 067           | 5,59              | 5                 | 18    | 1             |  |
|                           | Parti du progrès et du socialisme (PPS)       | 378 603        | 5,11           | 12             | 389 802           | 5,15              | 10                | 22    | 10            |  |
|                           | Parti de la justice et du développement (PJD) | 322 758        | 4,25           | 4              | 325 337           | 4,30              | 9                 | 13    | 112           |  |
|                           | Mouvement démocratique et social (MDS)        | 126 399        | 1,67           | 3              | 138 648           | 1,83              | 2                 | 5     | 2             |  |
|                           | Alliance de la fédération de gauche (AFG)     | 83 130         | 1,10           | 0              | 83 554            | 1,10              | 1                 | 1     | 1             |  |
|                           | Front des forces démocratiques (FFD)          | 70 218         | 0,93           | 1              | 64 317            | 0,85              | 2                 | 3     | 3             |  |
|                           | Parti socialiste unifié (PSU)                 | 60 313         | 0,79           | 0              | 69 678            | 0,92              | 1                 | 1     | 1             |  |
|                           | Autres partis                                 | 217 976        | 2,87           | 0              | 217 100           | 2,87              | 0                 | 0     | -             |  |
|                           |                                               |                |                |                |                   |                   |                   |       |               |  |
| Suffrages exprimés        | Suffrages exprimés                            | 7 588 505      | 86,37          |                |                   |                   |                   |       |               |  |
| Votes blancs et invalides | Votes blancs et invalides                     | 1 197 575      | 13,63          |                |                   |                   |                   |       |               |  |
| Total                     | Total                                         | 8 786 080      | 100            | 305            | 7 571 623         | 100               | 90                | 395   | en stagnation |  |
| Abstentions               | Abstentions                                   | 8 723 047      | 49,82          |                |                   |                   |                   |       |               |  |
| Inscrits / participation  | Inscrits / participation                      | 17 509 127     | 50,18          |                |                   |                   |                   |       |               |  |

## Analyse

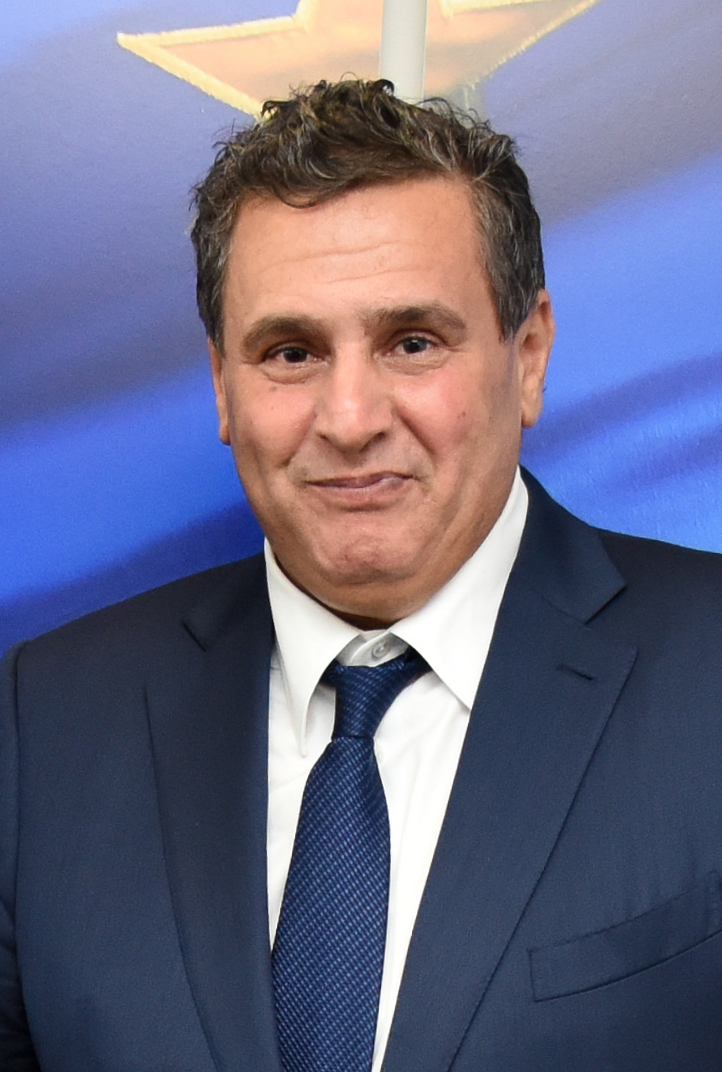
Aziz Akhannouch.

Le taux de participation connait une forte hausse, passant de 42,29 % en 2016 à 50,18 % en 2021, soit le taux le plus élevé depuis 2002,,.
Le scrutin est une sévère défaite pour le Parti de la justice et du développement (PJD), qui perd plus de 90 % de ses sièges, au profit de ses rivaux du Rassemblement national des indépendants (RNI) et du Parti de l’Istiqlal (PI). Si un recul du PJD était largement attendu, l'ampleur de sa défaite est une surprise en l'absence de sondages d'opinions. Outre l'usure du pouvoir, le « parti de la lampe » fait les frais d'une réforme électorale défavorable, d'une politique néolibérale incluant la suppression des subventions des produits de première nécessité, et d'une politique de rapprochement avec Israël, à laquelle son électorat est particulièrement hostile, bien que celle-ci ait été imposée par le palais,. Dès l'annonce des résultats préliminaires au lendemain du scrutin, la direction du parti présente sa démission, dont son secrétaire général Saâdeddine El Othmani. L'échec de son parti est directement ressenti par le chef du gouvernement sortant, qui échoue à se faire réélire dans sa circonscription de Rabat,.
Arrivé en tête, le RNI sort quant à lui grand vainqueur des élections. Son chef Aziz Akhannouch se positionne ainsi pour diriger le nouveau gouvernement, le chef de ce dernier étant choisi parmi les rangs du parti arrivé en tête. Au lendemain du scrutin, il se déclare favorable à la constitution d'une coalition resserrée à quelques-uns des partis arrivés en tête, à l'opposé de la large coalition hétéroclite du gouvernement sortant,,. 
Les résultats favorables aux partis soutenus par le palais renforcent son contrôle de l'appareil politique, et permettent de fait au souverain de continuer à contrôler les domaines régaliens et à décider des grandes orientations politiques du royaume,.

## Conséquences
Le 10 septembre, le roi reçoit Aziz Akhannouch au palais royal et le charge de la formation d'un gouvernement, sa nomination au poste de chef du gouvernement ne devant devenir effective qu'une fois l'intégralité du nouveau gouvernement nommé. Akhannouch annonce le 22 septembre la conclusion d'un accord de coalition réunissant le Rassemblement national des indépendants, le Parti authenticité et modernité  et le Parti de l'Istiqlal. Ce dernier fait ainsi son retour au gouvernement après cinq années passées dans l'opposition, tandis que le PAM y entre pour la première fois de son histoire, douze ans après sa création. Le nouveau gouvernement bénéficie ainsi du soutien de 270 représentants sur 395. Grands perdants des élections, le Parti de la justice et du développement et l'Union socialiste des forces populaires se retrouvent quant à eux dans l'opposition.
Entretemps, les élections à la chambre des conseillers sont organisées le 5 octobre. Scrutin miroir des élections communales et régionales, elles aboutissent comme ces dernières à la défaite du PJD au profit du RNI, du PAM et du PI. Les trois partis remportent la majorité absolue des sièges, assurant au gouvernement de coalition d'Aziz Akhannouch la majorité aux deux chambres du Parlement du Maroc,.
Le Gouvernement Akhannouch est nommé par le roi le 7 octobre 2021 au cours d'une cérémonie de prestation de serment. L'ouverture de la nouvelle session parlementaire a lieu le lendemain.